# James Craig Watson
Pour les articles homonymes, voir James Watson (homonymie) et Watson.
James Craig Watson (28 janvier 1838 – 22 novembre 1880) était un astronome américano-canadien né dans le village de Fingal en Ontario. Sa famille déménagea à Ann Arbor au Michigan en 1850.
À 15 ans, il s'inscrivit à l'université du Michigan, où il étudia les langues classiques. Plus tard, il reçut des cours d'astronomie par le professeur Franz Brünnow.
Il fut le second directeur de l'observatoire Angell Hall près de Detroit (de 1863 à 1879), succédant à Franz Brünnow. Il écrivit l'ouvrage Theoretical Astronomy (sous-titré Relating to the Motions of the Heavenly Bodies Revolving Around the Sun in Accordance with the Law of Universal Gravitation with Numerical Examples and Auxiliary Tables) en 1868.
Il croyait fortement à l'existence de la planète Vulcain, une planète hypothétique plus proche du Soleil que Mercure, qui —on le sait maintenant— n'existe pas (cependant l'existence de petits planétoïdes vulcanoïdes reste une possibilité). Il pensait avoir observé 2 planètes de ce genre durant l'éclipse solaire de juillet 1878 dans le Wyoming.
Il mourut de péritonite âgé seulement de 42 ans. Il avait amassé une fortune considérable au travers d'activités commerciales sans rapport avec l'astronomie. Il créa par legs la médaille James-Craig-Watson, attribuée tous les 3 ans par la National Academy of Sciences (Académie nationale des sciences) pour des contributions à l'astronomie.
L'astéroïde (729) Watsonia est nommé en son honneur.

## Découvertes
Il découvrit 22 astéroïdes, en commençant par (79) Eurynomé en 1863. Cependant, une de ses découvertes d'astéroïde, (139) Juewa eut lieu à Pékin où Watson se trouvait pour observer le transit de Vénus de 1874. Le nom Juewa fut choisi par les autorités chinoises (瑞華, ou en pinyin moderne, ruìhuá).
| (79) Eurynomé      | 14 septembre 1863 |
| (93) Minerve       | 24 août 1867      |
| (94) Aurore        | 6 septembre 1867  |
| (100) Hécate       | 11 juillet 1868   |
| (101) Hélène       | 15 août 1868      |
| (103) Héra         | 7 septembre 1868  |
| (104) Clymène      | 13 septembre 1868 |
| (105) Artémis      | 16 septembre 1868 |
| (106) Dioné        | 10 octobre 1868   |
| (115) Thyra        | 6 août 1871       |
| (119) Althée       | 3 avril 1872      |
| (121) Hermione     | 12 mai 1872       |
| (128) Némésis      | 25 novembre 1872  |
| (132) Éthra        | 13 juin 1873      |
| (133) Cyrène       | 16 août 1873      |
| (139) Juewa        | 10 octobre 1874   |
| (150) Nuwa         | 18 octobre 1875   |
| (161) Athor        | 19 avril 1876     |
| (168) Sibylle      | 28 septembre 1876 |
| (174) Phèdre       | 2 septembre 1877  |
| (175) Andromaque   | 11 octobre 1877   |
| (179) Clytemnestre | 11 novembre 1877  |